# Bertram Batlogg

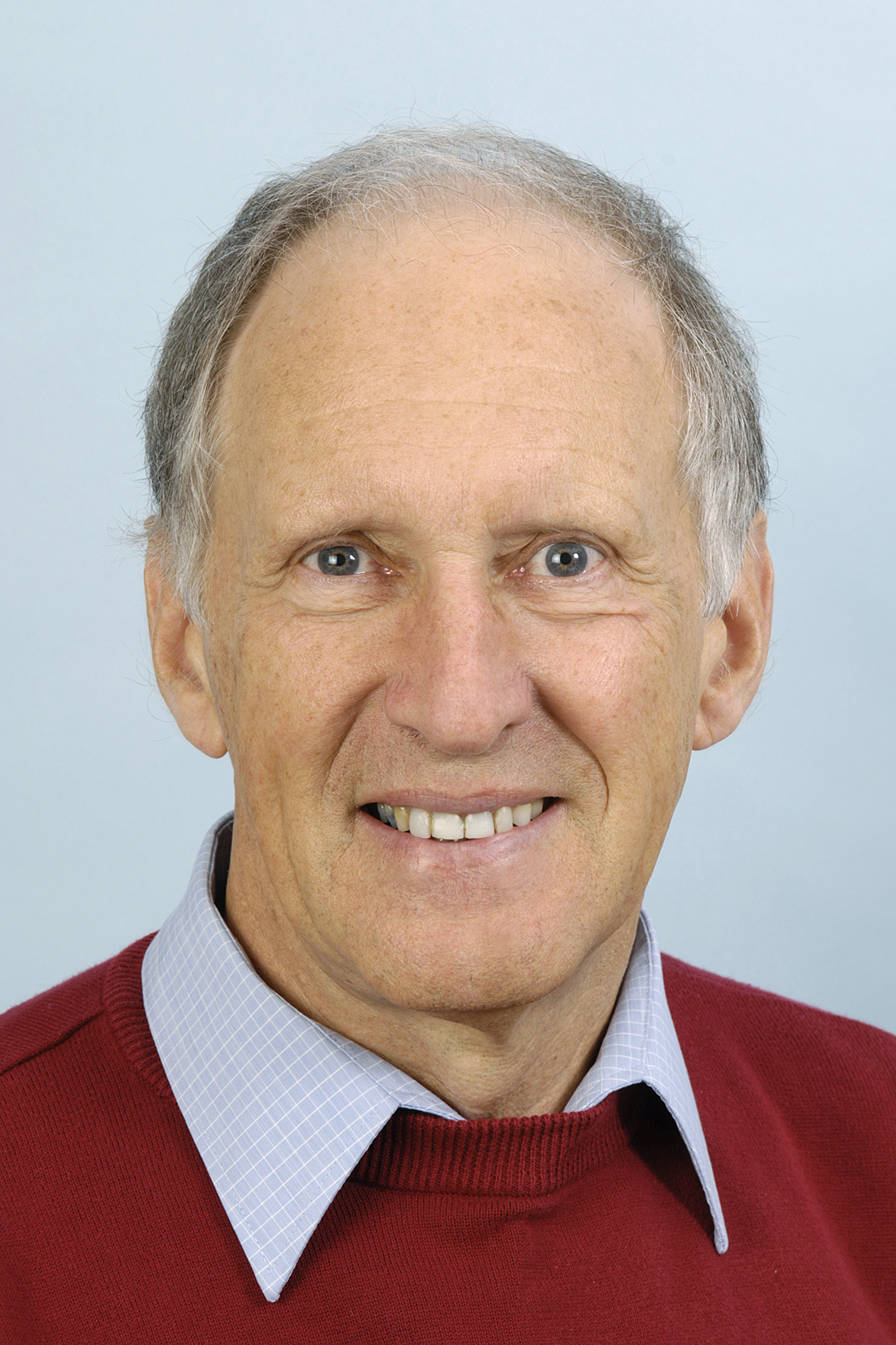
Bertram Batlogg (2012)

Bertram Batlogg (* 1950 in Bludenz, Österreich) ist ein österreichischer Physiker und emeritierter Universitätsprofessor.
Batlogg studierte Physik an der ETH Zürich und wurde 1979 für eine Arbeit über gemischt-valente Seltene-Erden-Verbindungen promoviert. Von 1979 bis 2000 arbeitete er in New Jersey an den Bell Laboratories, einer der bedeutendsten Forschungsstätten der Festkörperphysik, zunächst als Forscher, dann als Arbeitsgruppenleiter. Forschungsthemen umfassten neue kollektive Zustände wechselwirkender Elektronen, Schwere Fermionen, korrelierte Elektronen Verbindungen, kolossaler Magnetowiderstand, Oxydische Supraleiter, Hochtemperatursupraleiter. Für seine dortigen Arbeiten auf dem Gebiet der Supraleitung wurde er international ausgezeichnet. In den 1990er Jahren zählten die in seiner Arbeitsgruppe erzielten  Ergebnisse, speziell im Gebiet der Hochtemperatursupraleitung zu den spektakulärsten der gesamten Disziplin.
Im September 2000 wechselte er auf den Lehrstuhl für Festkörperphysik der ETH Zürich. Die dortigen Forschungsthemen beinhalteten neuartige Supraleiter (pyrochlor Strukturen, MgB2, Eisen-Pniktide), stark korrelierte Elektronen in 2 und 3 Dimensionen, thermoelektrische und andere Transporteigenschaften in Molekularekristallen, organische Halbleiter. Dazu war Batlogg in mehreren Funktionen an der ETH aktiv, insbesondere auch als Studiendelegierter. Neben Einführungsvorlesungen in Physik entwickelte er auch mehrere Spezialvorlesungen zu Themen der Festkörperphysik, zuletzt "Physics in the Smartphone".  Seit 2016 befindet er sich im Ruhestand.
Im Jahre 2002 wurde ein Mitglied seiner ehemaligen Arbeitsgruppe an den Bell Labs, Jan Hendrik Schön, vielfacher wissenschaftlicher Fälschung für schuldig befunden. Im Folgenden wurden alleine sieben Artikel in der Zeitschrift Nature, bei denen Batlogg als Koautor fungiert hatte, zurückgezogen. Eine von den Bell Labs eingesetzte Untersuchungskommission kam zu dem Ergebnis, dass Batlogg für die Fälschungen seines Mitarbeiters keine Verantwortung trage und ihm selbst kein Mitwissen nachgewiesen werden könne, forderte aber für die Zukunft mehr Verantwortlichkeit von Koautoren wissenschaftlicher Veröffentlichungen ein. In der öffentlichen Debatte wurde kritisch gesehen, dass ein renommierter Experimentalphysiker, der in vielen Vorträgen die Ergebnisse präsentiert hatte, die Experimente zu wenig nahe verfolgt habe. Es wurde jedoch auch darauf hingewiesen, dass Teile dieser Studien an verschiedenen Orten durchgeführt worden sind, und Fehlverhalten gefunden worden ist, unabhängig davon, wer die Koautoren waren, auch als Batlogg bereits in Zürich wirkte.

## Auszeichnungen (Auswahl)
- 1979: ETH-Medaille und -Preis
- 1986: Wahl zum Fellow der American Physical Society
- 1997: Bernd T. Matthias Prize
- 2000: David Adler Lectureship Award der American Physical Society
- 2000: Wahl zum Fellow der American Association for the Advancement of Science
- 2004: Vorarlberger Wissenschaftspreis[5]